# Horodciîn, Radomîșl
Horodciîn (în ucraineană Городчин) este un sat în comuna Menkivka din raionul Radomîșl, regiunea Jîtomîr, Ucraina.

## Demografie
Componența lingvistică a localității Horodciîn
     Ucraineană (100%)
Conform recensământului din 2001, toată populația localității Horodciîn era vorbitoare de ucraineană (100%).